# アラン・リゴー彗星
アラン・リゴー彗星（英語: 49P/Arend-Rigaux）は太陽系の周期彗星である。核は0.028とアルベドが低く、直径約8.48kmである。2058年12月20日には火星に0.086 auまで接近する。

## 発見
アラン・リゴー彗星は1951年2月5日と6日に小惑星を探索している最中にベルギー王立天文台でシルヴァン・アランとフェルナン・リゴーにより発見された。その後、アメリカテキサス州のマクドナルド天文台と日本の東京天文台(国立天文台の前身)で2月5日の発見以前に撮影された画像に写ったアラン・リゴー彗星が見つかった。